# Анна фон Цимерн
Анна фон Цимерн (на немски: Anna von Zimmern; * 27 февруари 1544; † 25 февруари 1602) е графиня от Цимерн и чрез женитба графиня на Фюрстенберг-Хайлигенберг (1562 – 1598).

## Произход
Тя е най-голямото дете на граф Фробен Кристоф фон Цимерн-Мескирх (1519 – 1566), авторът на „Хрониката на графовете фон Цимерн“, и съпругата му графиня Кунигунда фон Еберщайн (1528 – 1575), дъщеря на граф Вилхелм IV фон Еберщайн (1497 – 1562) и графиня Йохана фон Ханау-Лихтенберг (1507 – 1572).
Анна умира на 25 февруари 1602 г. на 56 години и е погребана в Бетенбрун.

## Фамилия
Анна фон Цимерн се омъжва на 9 февруари 1562 г. за граф Йоахим фон Фюрстенберг-Хайлигенберг (* 25 януари 1538; † 21 октомври 1598), по-малкият син на граф Фридрих III фон Фюрстенберг († 1559) и съпругата му Анна фон Верденберг-Хайлигенберг († 1554), наследничка на Хайлигенберг. Те имат 15 деца:
- Фридрих (1563 – 1617), граф на Фюрстенберг-Хайлигенберг, женен I. на 10 септември 1584 г. за Елизабет фон Зулц (1563 – 1601), II. на 28 октомври 1606 г. за Анна Мария фон Арко († 1607)
- Фробениус (1565 – 1592)
- Вилхелм (1568 – 1568)
- Егон (1570 – 1586)
- Лудвиг (1572 – 1572)
- Волфганг (*/† 1574)
- Конрад (1583 – 1583)
- Кунигунда (1564 – 1602), монахиня в Инцигкофен
- Катарина (1566 – 1566)
- Хортензия (1569 – 1569)
- Йохана (1575 – 1575)
- Анна Констанция (1577 – 1659), омъжена I. 1602 г. за граф Рудолф II фон Хелфенщайн-Визенщайг (1560 – 1602); II. 1604 г. за Конрад фрайхер фон Бемелберг-Хоенбург (1578 – 1626)
- Елеонора (1578 – 1651), омъжена 1604 г. за граф Рудолф III фон Хелфенщайн (1585 – 1627)
- Хелена (1579 – 1579)
- Евфросина (1581 – млада)